# Broken Sword: The Sleeping Dragon
Broken Sword: The Sleeping Dragon este un joc de aventură lansat pentru Windows, Xbox, și PlayStation 2 în 2003. A mai fost planificată și o variantă de Nintendo GameCube, dar a fost anulată. Este al treilea joc din seria Broken Sword, lansat la șase ani după cel de-al doilea, The Smoking Mirror. The Sleeping Dragon a adoptat grafica 3D, și este singurul joc din serie care are o interfață point and click. Jucătorul îl poate controla pe George Stobbart, un avocat american care zboară spre Congo pentru a-i scrie un brevet de invenție, susținținând că a găsit o sursă nelimitată de energie.